# Anneloes Nieuwenhuizen
Anne Lucia Cornelia Maria ("Anneloes") Nieuwenhuizen (Bussum, 16 oktober 1963) is een Nederlands hockeyster, die 87 interlands (0 doelpunten) speelde voor de nationale vrouwenploeg.
Nieuwenhuizen speelde in haar carrière achtereenvolgens voor Be Fair, AMHC en MOP. De verdedigster maakte op 16 juni 1984 in Deventer haar debuut voor het nationale team in de interland tegen Canada (4-1). Zij speelde op het toernooi om de Champions Trophy te Frankfurt am Main haar laatste wedstrijd tegen West-Duitsland (0-0), op 10 september 1989.
Sinds 2004 woont en werkt zij in Kenmare, Ierland.

## Erelijst
- EK hockey 1984 te Rijsel (Fra)
- Olympische Spelen 1984 te Los Angeles (VS)
- WK hockey 1986 te Amstelveen
- Champions Trophy 1987 te Amstelveen
- EK hockey 1987 te Londen (G-Br)
- Olympische Spelen 1988 te Seoel (Z-Kor)

Carina Benninga · 
Det de Beus · 
Fieke Boekhorst · 
Marjolein Bolhuis-Eijsvogel · 
Marieke van Doorn · 
Irene Hendriks · 
Elsemiek Hillen · 
Aletta van Manen · 
Anneloes Nieuwenhuizen · 
Martine Ohr · 
Sandra Le Poole · 
Alette Pos · 
Lisette Sevens · 
Sophie von Weiler · 
Laurien Willemse · 
Margriet Zegers · 
Coach: Gijs van Heumen
Willemien Aardenburg · 
Carina Benninga · 
Det de Beus · 
Marjolein Bolhuis-Eijsvogel · 
Yvonne Buter · 
Marieke van Doorn · 
Annemieke Fokke · 
Noor Holsboer · 
Lisanne Lejeune · 
Helen Lejeune-van der Ben · 
Aletta van Manen · 
Anneloes Nieuwenhuizen · 
Martine Ohr · 
Sophie von Weiler · 
Laurien Willemse · 
Ingrid Wolff ·
Coach: Gijs van Heumen